# Komunikacja wokalna
Komunikacja wokalna – typ komunikacji emitowanej przez narządy mowy i odbieranej przez słuch.
Dźwięk to jeden z aspektów komunikacji niewerbalnej, za pośrednictwem którego przekazywane są znaczenia. W przypadku głosu – pomimo zaangażowania całej siły woli, ekspresja wokalna wciąż pozostaje poza kontrolą. Głos najwierniej wyraża stany emocjonalne, dając im właściwe zabarwienie, najszybciej zdradza smutek czy przygnębienie, uznaje się go za najbardziej "dziurawy" kanał. Głosem posługują się zwierzęta. Posługują się też nim niemowlęta, które za pomocą krzyku, pomrukiwań i innych odgłosów znakomicie komunikują się z otoczeniem. Dzieci maja też kilka rodzajów płaczu. Według badań najczęściej stosowany i najbardziej intensywny jest ten, który domaga się kontaktów społecznych. Głos odzwierciedla stany emocjonalne człowieka. Często używa się określenia: „zdradził cię głos”, czyli w głosie trudniej ukryć jest emocje. Można przybrać kamienny wyraz twarzy, można się uśmiechnąć cierpiąc, ale ton głosu opanować jest najtrudniej.
Sygnały wokalne
Sygnały wokalne służą wielu funkcjom. Dźwięk głosu może być wykorzystywany do zasygnalizowania ekstrawersji lub introwersji, dominacji i uległości, sympatii bądź antypatii.

## Atrybuty dźwięku
- Głośność (intensywność głosu, siła użycia głosu) – najbardziej podstawowy atrybut, definiowany w kategoriach decybeli. Cichy szept na poziomie 10 decybeli może być tak samo zakłócający dla komunikacji interpersonalnej jak pracownik budowy walący młotem w metalową płytę z siłą 114 decybeli. Za niewystarczającą głośność odpowiada brak pewności siebie i swojego głosu. Ludzie, dla których wystąpienia publiczne są czymś nowym albo nie mówią wystarczająco głośno, albo wyciszają głos na końcu zdań.
- Ton – muzyczna nuta, jaką wytwarza głos. Komunikujący posiadają ton modalny. Na ton modalny wypływają emocje. Smutek obniża ton głosu, radość podwyższa.
- Tempo – szybkość wygłaszania wystąpienia, czyli liczba dźwięków w danej jednostce czasu. Większość ludzi wypowiada około 125 słów na minutę. Przy 275-300 słów na minutę klarowność przekazu maleje. Według badań[jakich?] osoby oceniające tempo mowy rozmówcy jako zbliżone do własnego jednocześnie uznają mówiącego za bardziej kompetentnego i atrakcyjnego. Rozmówcy o przyjemnym tonie głosu są oceniani lepiej niż ci, których głos nie brzmi tak atrakcyjnie. Z kolei osoby porozumiewające się chętniej spełniają prośbę mówiącego, jeżeli jego tempo mówienia przypomina ich własne.
- Trwałość – tempo jest integralnie powiązane z dziwnym atrybutem mocy, jakim jest trwałość. Czas potrzebny osobie, aby mogła ona wyemitować dany dźwięk stanowi podstawowy czynnik w określaniu krótko- czy też najczęściej długotrwałego tempa, w którym dźwięki są emitowane.
- Barwa – trudna do precyzyjnego zdefiniowania. W szerszym sensie barwa głosu odnosi się do tych dominujących właściwości głosowych, które pozwalają rozróżnić głos jednej osoby od drugiej. Barwa głosu wpływać może na wrażenie, jakie dana osoba wywiera, np. lekko ochrypły głos kobiecy wzmacnia stereotypowe wrażenie, że kobiety te są zarozumiałe i puste.
- Rytmiczność – odnosi się do tego, czy głos posiada rytmiczną barwę, czy też nie.
- Wymowa – definiowana przez specyficzne, podkreślanie dźwięku samogłosek i spółgłosek w słowach oraz przez sylaby.
- Artykulacja – odnosi się do ruchomych elementów górnej części aparatu wokalnego, takich jak język, szczęka oraz wargi, w celu ekspresji dźwięków oraz łączenie poszczególnych dźwięków i słów.
- Cisza- milczenie wyraża często więcej niż słowa. Jak powiedział Albert Camus: "Gdy się milczy, sytuacja staje się jasna".

## Funkcje komunikacji wokalnej
- emocjonalna – aby wyrażać emocje należy potrafić posługiwać się skutecznie głosem, a także umieć trafnie identyfikować emocje wyrażane wokalnie przez innych.
- kierowania wrażeniem – ludzie potrafią w dużym stopniu wpływać na to, jak ich osobowość jest postrzegana przez innych, wykorzystując do tego własne sygnały wokalne. Wywierają duży wpływ na atrakcyjność, dominację, zaufanie, np. akcent wpływa na wiarygodność.
- regulacyjna – sygnały wokalne odgrywają główną rolę w regulowaniu interakcji, która ma miejsce w komunikacji interpersonalnej. Osoby, które się wypowiadają, posługują się sygnałami świadczącymi o chęci podtrzymania rozmowy i kontynuacji wątku oraz takimi, które wskazują na chęć zakończenia wypowiedzi i oddania głosu osobie słuchającej.

W celu zbadania wrażliwości na znaczenie wokalne wypełnia się test VMST.